# Gülpınar, Çandır
Gülpınar là một xã thuộc huyện Çandır, tỉnh Yozgat, Thổ Nhĩ Kỳ. Dân số thời điểm năm 2010 là 257 người.